# Muzeum Rybołówstwa Morskiego w Świnoujściu
Muzeum Rybołówstwa Morskiego – przedstawia zbiory dotyczące historii miasta oraz dzieje połowów ryb. Można zobaczyć też wystawę poświęconą florze Bałtyku, a także dowiedzieć się jakich narzędzi używali dawniej rybacy do połowu ryb.
Muzeum mieści się w dawnym ratuszu miejskim. Budynek należy do najstarszych w mieście. Siedziba muzeum jest dwukondygnacyjnym budynkiem z wysokim dachem. Wybudowany został w latach 1805–1809 w stylu klasycystycznym, w 1839 dobudowano ażurową wieżyczkę na dachu. Nad wejściem (od strony ul. Armii Krajowej) herb miasta: Gryf Pomorski z kotwicą.
Ekspozycja dzieli się na trzy działy:
- dział przyrodniczy (pierwsza kondygnacja): fauna Bałtyku, Zalewu Szczecińskiego, Zatoki Pomorskiej, zimnych wód arktycznych i mórz ciepłych, a także wystawa bursztynu,
- p
- dział historyczny (trzecia kondygnacja): historia Świnoujścia – dokumenty, zdjęcia, ceramika, meble, numizmaty i inne[2].